# Антюфеев, Иван Михайлович
Иван Михайлович Антюфеев (20 января 1897 года — 14 сентября 1980 года) — советский военачальник. Участник Гражданской и Великой Отечественной войн, боёв на Халхин-Голе. Генерал-майор (21.05.1942).
В июле 1942 года при попытке прорыва блокады Ленинграда попал в немецкий плен, после войны восстановлен в кадрах Советской Армии.

## Биография
Родился 20 января 1897 года в селе Нестеровка Самарской губернии в крестьянской семье. С восьми до четырнадцати лет работал пастухом, затем окончил сельскую школу и стал работать батраком.
В мае 1916 года был призван в Русскую императорскую армию, зачислен в 90-й запасной пехотный полк (Саратов). Участник Первой мировой войны. После курса обучения в августе с маршевой ротой направлен на Юго-Западный фронт в Галицию, где воевал в составе 185-го пехотного Башкадыкларского полка 47-й пехотной дивизии 16-го армейского корпуса. В ноябре был ранен и эвакуирован в госпиталь, по выздоровлении командирован в 47-й запасной пехотный полк в город Подволочиск. В апреле 1917 года окончил в этом полку войсковую школу разведки, получил чин младшего унтер-офицера и вновь направлен на фронт. Зачислен в Финляндский 17-й стрелковый полк 5-й Финляндской стрелковой дивизии, воевал в его рядах..
В начале декабря 1917 года самовольно покинул полк, бежал с фронта и приехал в Москву, где вступил в Красную Гвардию. Был зачислен старшим конвоиром в конвойную команду при Бутырской тюрьме. В феврале 1918 года заболел и уехал в отпуск по болезни на родину. В родной деревне его застал мятеж Чехословацкого корпуса. 20 августа 1918 года Антюфеева мобилизовали в Народную армию КОМУЧа, зачислен в её 11-й пехотный полк в городе Бузулук, однако уже 26 августа бежал из полка. Почти полгода скрывался от белых властей.
В декабре 1918 года Антюфеев добровольно вступил в Рабоче-Крестьянскую Красную Армию. Служил командиром взвода по Всевобучу трудящихся в Самарском губернском военкомате. Участвовал в боях Гражданской войны. Обучался с июня 1919 года по апрель 1920 года на командных пехотных курсах в Самаре, по их окончании получил звание краском. С мая 1920 года — командир взвода в 1-м отдельном Самарском стрелковом полку. С июня по октябрь 1920 года воевал на Южном фронте против различных банд и войск генерала П. Н. Врангеля командиром взвода пешей разведки 205-го стрелкового полка 23-й стрелковой дивизии. В период ноября — декабря 1920 года служил в 1-м Украинском стрелковом полку. В одном из боёв в сентябре 1920 года был захвачен в плен врангелевскими войсками, но через два дня из плена бежал. В октябре заболел и был эвакуирован в госпиталь. После госпиталя в конце 1920 года снова находился на учёбе на Симферопольских пехотных курсах, с января 1921 — на Высших командных курсах «Выстрел», окончил которые в августе 1922 года.
В 1922—1924 годах служил в 98-м стрелковом полку 33-й стрелковой дивизии Приволжского военного округа (Самара): командир взвода пеших разведчиков, помощник командира и командир роты. С апреля 1924 года — в 100-м стрелковом полку 34-й стрелковой дивизии того же округа (Уфа): командир роты, заведующий разведкой полка. С сентября 1924 года по май 1925 года был слушателем курсов при Разведывательном управлении РККА в городе Москве, после чего был назначен на должность начальника разведки стрелковой дивизии.
С марта по ноябрь 1926 года — ответственный секретарь военно-научного совета Дома Красной Армии в Самаре. С конца 1926 года служил в 4-м отдельном Башкирском территориальном полку (Белебей) на должностях командира роты и врид начальника полковой школы, начальника штаба 11-го отдельного территориального стрелкового батальона. С мая 1931 года — начальник 1-й (оперативной) части штаба 53-й стрелковой дивизии.
В 1932 году во второй раз окончил высшие командные курсы «Выстрел», после чего вернулся на прежнюю должность, затем с мая 1935 года — начальником штаба 253-го стрелкового полка 85-й стрелковой дивизии Уральского военного округа (полк дислоцировался в Челябинске). Помимо этого в 1935 году заочно закончил два курса Военной академии РККА имени М. В. Фрунзе. С июня 1937 года командовал этим полком. В мае 1939 года назначен заместителем командира 98-й стрелковой дивизии этого военного округа (Уфа), но уже в начале июня переведён на такую же должность в 82-ю стрелковую дивизию Уральского ВО, с которой в июне — августе 1939 года принимал участие в боях на реке Халхин-Гол с японскими войсками.
Дивизия была спешно сформирована из приписного состава за несколько дней и отправлена эшелонами на Халхин-Гол, полностью несколоченная и необученная. К тому же сразу после прибытия в район боевых действий она была частично «раздёргана» командованием, из её состава выведены полк и часть артиллерии. В результате в первых же боях дивизия показала себя плохо, имело место факты «самострелов», паники и бегства с позиций, из-за чего её пришлось спешно отводить с передовой, довооружать и сколачивать в ближнем тылу. Приказом Военного совета 1-й армейской группы от 3 августа 1939 года полковник Антюфеев И. М. от занимаемой должности был отстранён.
После завершения боевых действий в сентябре 1939 года вызван в Москву и назначен командиром 128-й стрелковой дивизии (Свердловск), но когда прибыл в штаб Уральского военного округа, в ноябре 1939 года его назначили командиром 98-й стрелковой дивизии (к тому времени она была переведена в Ижевск). В декабре 1940 года переведён с понижением на должность заместителя командира 95-й стрелковой дивизии в Одесский военный округ (управление дивизии находилось в городе Кишинёв).
С началом Великой Отечественной войны дивизия участвовала в оборонительных сражениях в Молдавии в составе 35-го стрелкового корпуса 9-й армии Южного фронта. В июле 1941 года дивизия вошла в состав Приморской армии и приняла участие в обороне Одессы.
В начале сентября 1941 года назначен командиром 327-й стрелковой дивизии, которая формировалась в районе Воронежа. Во главе дивизии 7 ноября 1941 года принял участие в параде войск в Воронеже, а на следующий день дивизия начала погрузку в эшелоны для отправки на фронт. Изначально дивизия была передана в состав 26-й армии и заняла тыловой оборонительный рубеж в районе Коломны, но в конце декабря армию переименовали во 2-ю ударную армию и направили на Волховский фронт, с армией туда убыла и 327-я стрелковая дивизия.
Принимал участие в Любанской наступательной операции, в ходе которой 7 января 1942 года армии удалось прорвать оборону немецких войск и вклиниться в неё. Дивизия полковника Антюфеева со второй попытки в ожесточённом бою 13 января 1942 года форсировала реку Волхов, овладела селом Коломно, затем вела бои за Спасскую Полисть и участвовала в наступлении на Красную Горку. В этих боях 327-я стрелковая дивизия под его командованием добилась наибольшего успеха. Подобно тому как 316-я стрелковая дивизия неофициально называлась «Панфиловской», 327-я стрелковая дивизия получила наименование «Антюфеевской». Но 19 марта 1942 года немецкие войска перерезали узкий перешеек, соединявший части 2-й ударной армии с остальными силами Волховского фронта, а армий, а с ней и 327-я стрелковая дивизия, попала в окружение. Почти три месяца дивизия воевала в полном окружении в лесисто-болотистой местности при огромном недостатке продовольствия и боеприпасов, но свои позиции удерживала.
25 мая 1942 года был назначен командиром 24-й гвардейской стрелковой дивизии, штаб и основные силы которой в то время вырвались из «Любанского котла», однако отказался улететь к новому месту службы и, считая, что он сам должен вывести свою дивизию из окружения, остался со своими солдатами до конца. Дивизия Антюфеева вела ожесточённые бои в окружении. 21 мая 1942 года ему было присвоено звание генерал-майора.
В конце июня 1942 года во время операции по выводу из окружения 2-й ударной армии командующий армией генерал-лейтенант А. А. Власов отдал приказ выходить из окружения отдельными группами. 25 июня 1942 года генерал Антюфеев во главе одной из таких групп принимал участие в неудачной штыковой атаке в районе Мясного Бора, был контужен, но продолжил вести свою группу. В течение десяти дней они шли к линии фронта через тылы немецких войск. 5 июля 1942 года, когда до неё оставалось около пяти километров, Антюфеев подорвался на мине и был вторично контужен. Группа была захвачена подоспевшими немецкими солдатами в плен.
Первоначально содержался в лагере для военнопленных в районе города Выру в оккупированной Эстонии, затем был перемещён в лагерь в районе Каунаса. В марте 1943 года он был переправлен в Германию, в концентрационный лагерь Фаленбосталь. За вскрывшуюся подготовку побега из лагеря вместе с четырьмя пленными полковниками РККА в октябре 1943 года был переведён в крепость Вюльцбург под городом Вайсенбург. Весной 1945 года узников крепости переместили в лагерь военнопленных «7а» у города Мосбург, где их и освободили американские войска 29 апреля 1945 года. 3 мая 1945 года доставлен в Париж, где передан союзниками в советскую военную миссию по репатриации в Париже и 26 мая 1945 года с большой группой освобождённых из плена военачальников вернулся в СССР.
Полгода проходил спецпроверку СМЕРШ. В декабре 1945 года восстановлен в кадрах ВС Союза ССР, после чего до апреля 1947 года учился на курсах командиров дивизий при Военной академии имени М. В. Фрунзе.
С апреля 1947 по 1955 годы служил начальником военной кафедры Томского государственного университета. 9 декабря 1955 года был уволен в отставку по болезни.
Из Томска переехал по месту службы сына в город Паневежис Литовской ССР. Работал в общественных организациях: председателем местного Совета ветеранов войны и в народном контроле. Работал над воспоминаниями, из которых часть была опубликована в виде очерков, а остальные не опубликованы до настоящего времени.
Умер 14 сентября 1980 года в городе Паневежисе. Похоронен там же на городском кладбище.

## Награды
- Орден Ленина (5.11.1946)[14]
- Два ордена Красного Знамени (6.05.1946, 17.05.1951[15])
- Орден Отечественной войны 2-й степени (21.08.1958)
- Орден Красной Звезды (17.05.1951)
- Ряд медалей СССР[1]

## Воинские звания
- майор (1936)
- полковник (16.08.1938)
- генерал-майор (21.05.1942)[16]

## Сочинения
- Антюфеев И. М. До последнего дыхания. // Вторая ударная в битве за Ленинград. Воспоминания, документы. – Л.: Лениздат, 1983.
- Антюфеев И. М. Боевые действия 327-й сд в январе-июне 1942 г. // Иванова И. А. Трагедия Мясного Бора. Сборник воспоминаний участников и очевидцев Любанской операции. – СПб.: Политехника, 2005.